# Quốc hội Thụy Điển
Quốc hội Thụy Điển (tiếng Thụy Điển: riksdag tiếng Thụy Điển: [ˈrɪ̌ksdɑː(ɡ)] ⓘ, dịch "nghị viện của vương quốc"; cũng là tiếng Thụy Điển: riksdagen [ˈrɪ̌ksdan] ⓘ hoặc tiếng Thụy Điển: Sveriges riksdag [ˈsvæ̌rjɛs ˈrɪ̌ksdɑː(ɡ)] ⓘ) là cơ quan lập pháp của Thụy Điển, thực hiện chủ quyền nghị viện. Từ năm 1971, Quốc hội gồm một viện với 349 thành viên (riksdagsledamöter) được bầu theo đại diện tỷ lệ. Từ năm 1994, nhiệm kỳ của mỗi khóa Quốc hội là bốn năm. Cuộc tổng tuyển cử năm 2022 là cuộc tổng tuyển cử gần đây nhất.

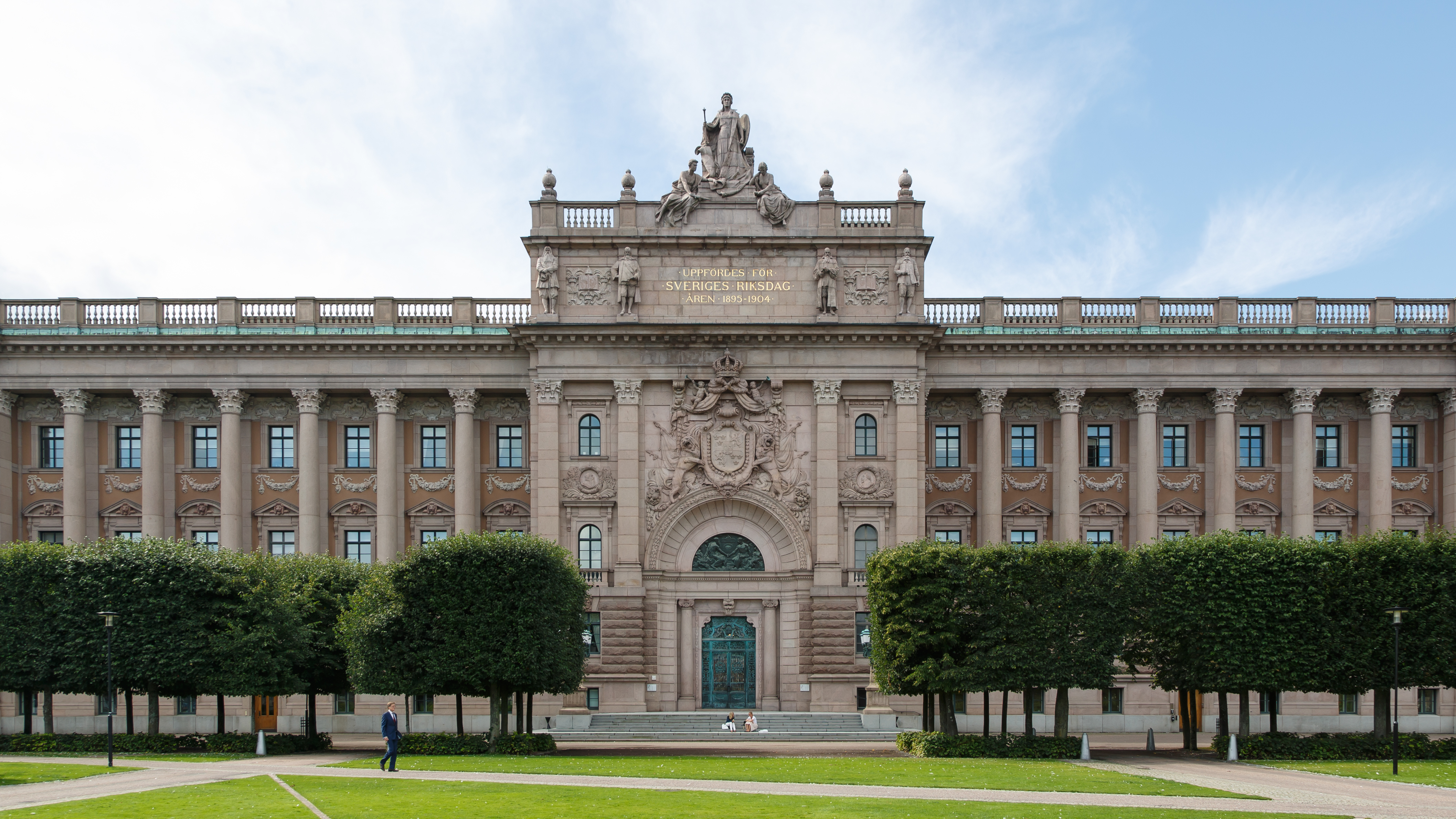
Nhà Quốc hội là trụ sở Quốc hội từ năm 1905.

Những nhiệm vụ và quyền hạn của Quốc hội được Hiến pháp Thụy Điển (Regeringsformen) quy định và cơ cấu tổ chức của Quốc hội được Luật Tổ chức Quốc hội (Riksdagsordningen) quy định chi tiết. Trụ sở của Quốc hội là Nhà Quốc hội (Riksdagshuset) trên Đảo Thánh Thần tại Phố cổ Stockholm. Quốc hội bắt nguồn gốc từ Riksdag bốn đẳng cấp, thường được cho là họp lần đầu tiên tại Arboga vào năm 1435. Năm 1866, sau những cải cách của hiến pháp năm 1809, Hội đồngbốn đẳng cấp được cải tổ thành một cơ quan lập pháp lưỡng viện gồm Viện thứ nhất (första kammaren) và Viện thứ hai (andra kammaren).

## Tên gọi

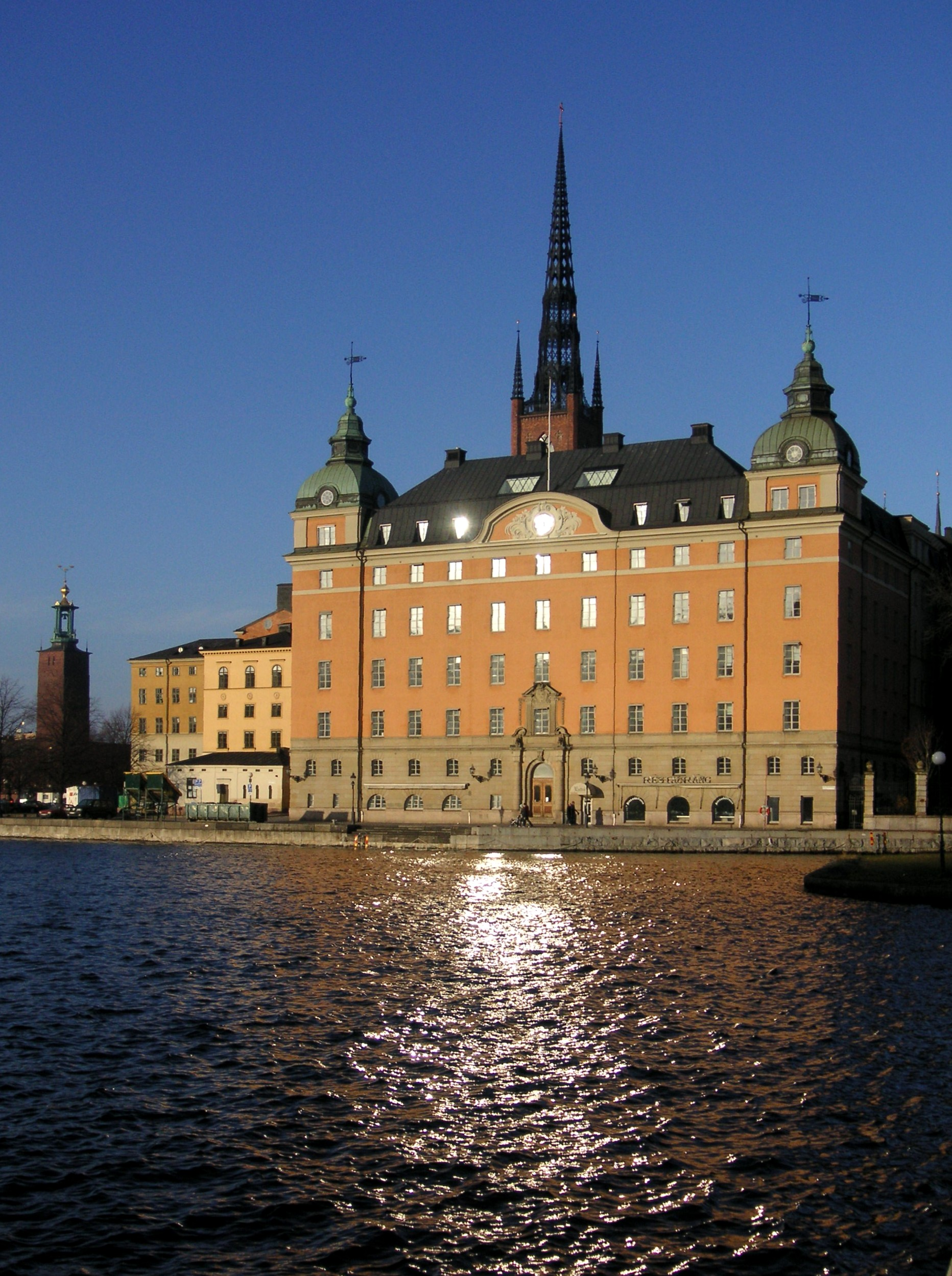
Nhà Quốc hội Cũ trên Đảo Kỵ sĩ là trụ sở Quốc hội từ năm 1833 đến năm 1905.

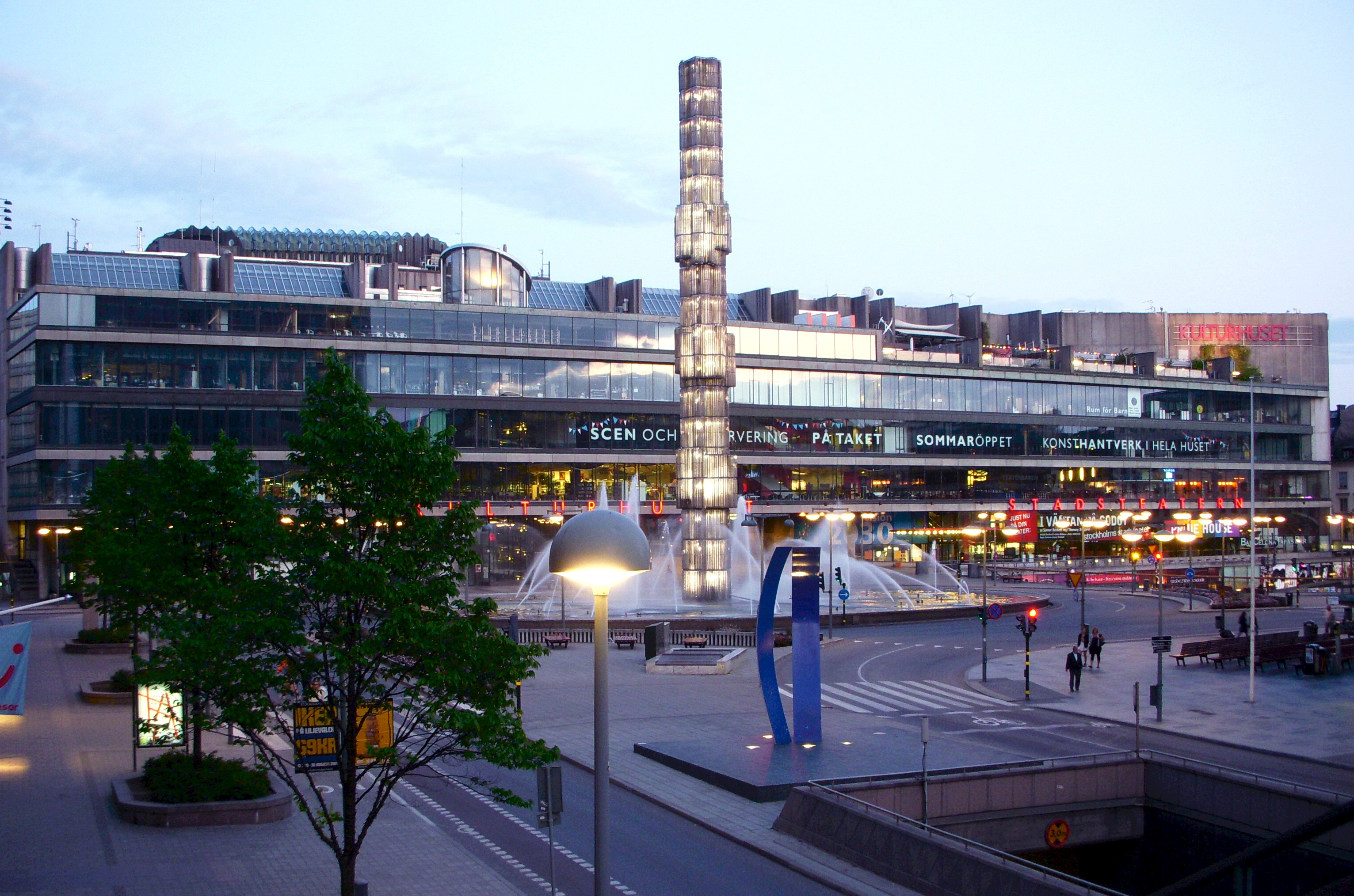
Cung Văn hóa tại Quảng trường Sergel là trụ sở tạm thời của Quốc hội từ năm 1971 đến năm 1983, trong khi Nhà Quốc hội trên Đảo Thánh Thần được sửa chữa.

Từ riksdag trong tiếng Thụy Điển, ở dạng hạn định là riksdagen, là thuật ngữ chung cho "nghị viện" hoặc "hội đồng" nhưng thường chỉ được sử dụng cho cơ quan lập pháp của Thụy Điển và một số tổ chức liên quan. Từ này cũng được sử dụng cho Quốc hội Phần Lan, Nghị viện Estonia, Reichstag của Đức và Rigsdagen của Đan Mạch. Trong tiếng Thụy Điển, riksdagen thường không được viết hoa. Riksdag gồm cách sở hữu của rike, chỉ vương quyền, và từ dag, nghĩa là hội đồng hoặc hội nghị; từ tiếng Đức Reichstag và tiếng Đan Mạch Rigsdag là đồng nguyên. Từ điển tiếng Anh Oxford ghi nhận thuật ngữ "Riksdag" được sử dụng lần đầu tiên trong tiếng Anh để chỉ Quốc hội Thụy Điển vào năm 1855.

## Lịch sử

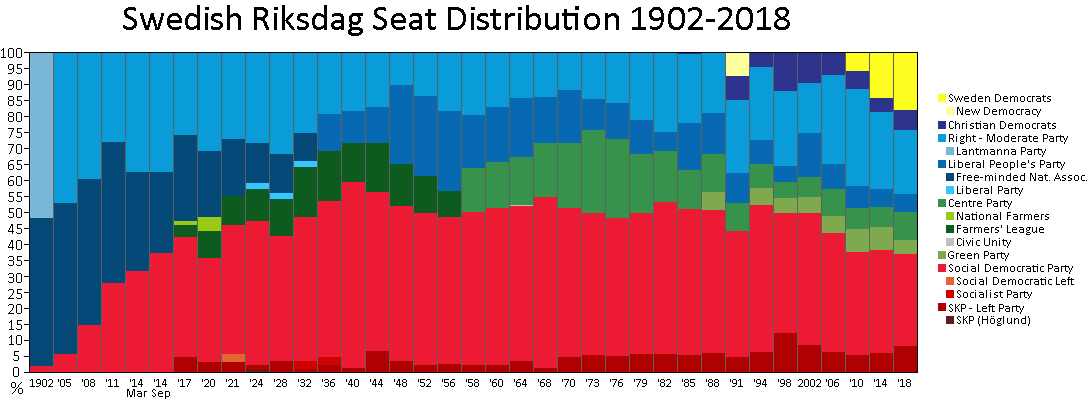
Thành phần các khoá Quốc hội Thụy Điển 1902–2018.

Quốc hội Thụy Điển bắt nguồn từ một hội đồng của ba đẳng cấp quý tộc, giáo sĩ và tư sản họp lần đầu tiên vào năm 1435 tại thành phố Arboga. Năm 1527, Quốc vương Thụy Điển Gustav I cải tổ hội đồng này để bao gồm đại diện từ bốn đẳng cấp: quý tộc, giáo sĩ, tư sản và tiểu điền chủ. Hội đồng bốn đẳng cấp bị bãi bỏ vào năm 1866, khi một cơ quan lập pháp lưỡng viện hiện đại được thành lập. Tuy nhiên, mãi cho đến khi thể chế đại nghị được thành lập ở Thụy Điển vào năm 1917 thì cơ quan này mới nắm thực quyền.
Ngày 22 tháng 6 năm 1866, Quốc hội quyết định tự cải tổ thành một cơ quan lập pháp lưỡng viện gồm Viện thứ nhất (Första kammaren) với 155 thành viên và Viện thứ hai (Andra kammaren) với 233 thành viên. Viện thứ nhất được các hội đồng quận, thành phố bầu gián tiếp, Viện thứ hai được bầu trực tiếp theo hình thức phổ thông đầu phiếu. Cải cách này là kết quả của sự bất mãn lớn của dư luận đối với Hội đồng bốn đẳng cấp, vốn không còn đại diện cho một bộ phận lớn của dân số sau cuộc Cách mạng Công nghiệp.
Sau một sửa đổi hiến pháp, Quốc hội trở thành một cơ quan lập pháp một viện gồm 350 thành viên. Cuộc tổng tuyển cử năm 1970 là cuộc tổng tuyển cử đầu tiên sau sửa đổi hiến pháp. Trong cuộc tổng tuyển cử năm 1973, Chính phủ trúng cử 175 thành viên trong khi phe đối lập cũng trúng cử 175 thành viên. Trong nhiều trường hợp, Quốc hội biểu quyết hòa và quyết định cuối cùng phải được xác định bằng hình thức rút thăm. Để tránh tình trạng này tái diễn, số thành viên Quốc hội được giảm xuống còn 349 thành viên từ năm 1976.

## Quyền hạn
Quốc hội thực hiện quyền lập pháp trong một hệ thống đại nghị. Quốc hội có nhiệm vụ làm luật, sửa đổi hiến pháp và thành lập chính phủ. Ở hầu hết các nền dân chủ đại nghị, nguyên thủ quốc gia là người mời một chính trị gia thành lập chính phủ. Hiến pháp Thụy Điển năm 1974 chuyển giao nhiệm vụ đó từ Quốc vương Thụy Điển sang Chủ tịch Quốc hội. Sửa đổi hiến pháp phải được hai khóa Quốc hội liên tiếp thông qua.
Quốc hội có 15 ủy ban thường trực.
|  |  |

### Đoàn chủ tịch Quốc hội
Đoàn chủ tịch Quốc hội gồm chủ tịch Quốc hội và ba phó chủ tịch Quốc hội. Nhiệm kỳ của Đoàn chủ tịch Quốc hội là bốn năm. Chủ tịch Quốc hội không được biểu quyết nhưng ba phó chủ tịch Quốc hội được biểu quyết.

## Quan hệ với chính phủ
Chủ tịch Quốc hội đề cử thủ tướng (tiếng Thụy Điển: statsminister) để Quốc hội biểu quyết sau khi hội đàm với lãnh đạo của các đảng tại Quốc hội. Đề cử thủ tướng chỉ bị bác bỏ (tức chủ tịch Quốc hội đề cử người mới) khi quá nửa tổng số thành viên (175 thành viên) biểu quyết không tán thành, tức là Quốc hội có thể phê chuẩn một thủ tướng mà không có một thành viên nào biểu quyết tán thành.
Sau khi được bầu, thủ tướng sẽ bổ nhiệm các bộ trưởng và thông báo với Quốc hội. Chính phủ sẽ tuyên thệ nhậm chức trước Quốc vương trong một phiên họp đặc biệt của Quốc hội tại Cung điện Stockholm, tại đó Chủ tịch Quốc hội sẽ chính thức thông báo với Quốc vương rằng Quốc hội đã bầu thủ tướng mới và thủ tướng đã bổ nhiệm các bộ trưởng.
Quốc hội bỏ phiếu bất tín nhiệm theo quá nửa tổng số thành viên Quốc hội. Một bộ trưởng (tiếng Thụy Điển: statsråd) bị bỏ phiếu bất tín nhiệm thì phải từ chức.
Trong trường hợp thủ tướng bị bỏ phiếu bất tín nhiệm mà chính phủ không tổ chức tổng tuyển cử trong vòng một tuần thì chính phủ phải từ chức và Quốc hội tiến hành quy trình bầu một thủ tướng mới.

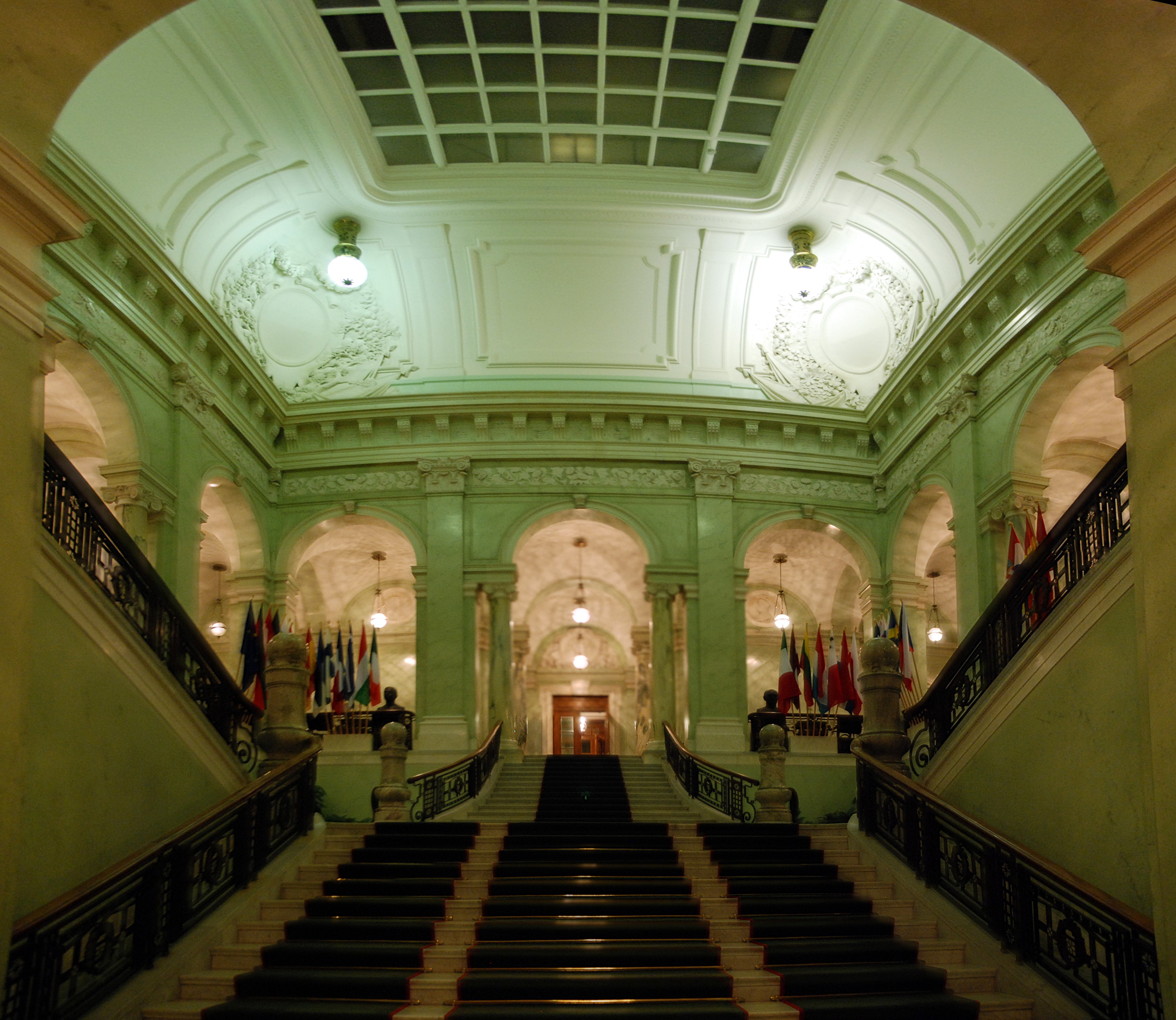
Bên trong Nhà Quốc hội.

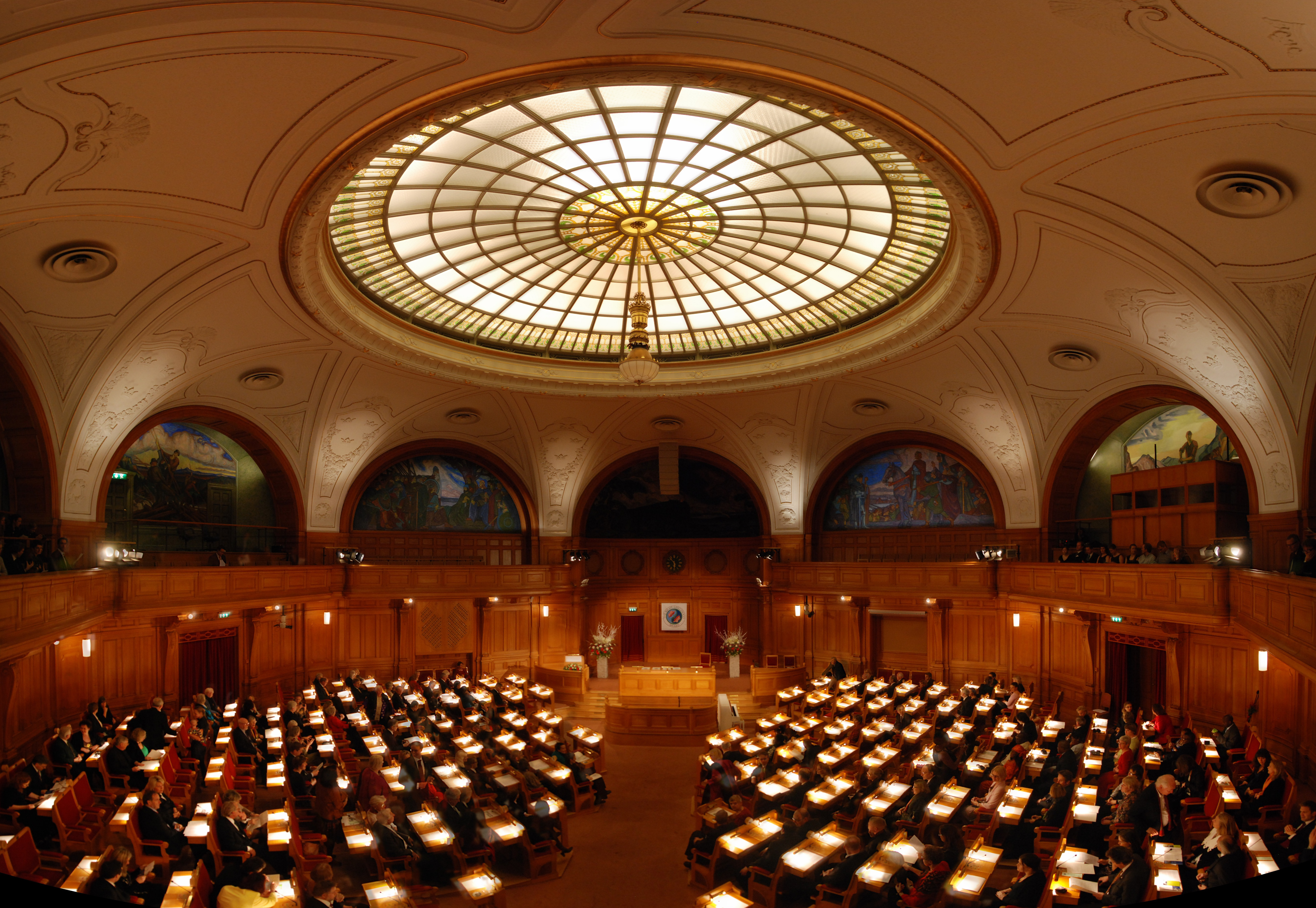
Hội trường thứ hai của Nhà Quốc hội.

## Bầu cử

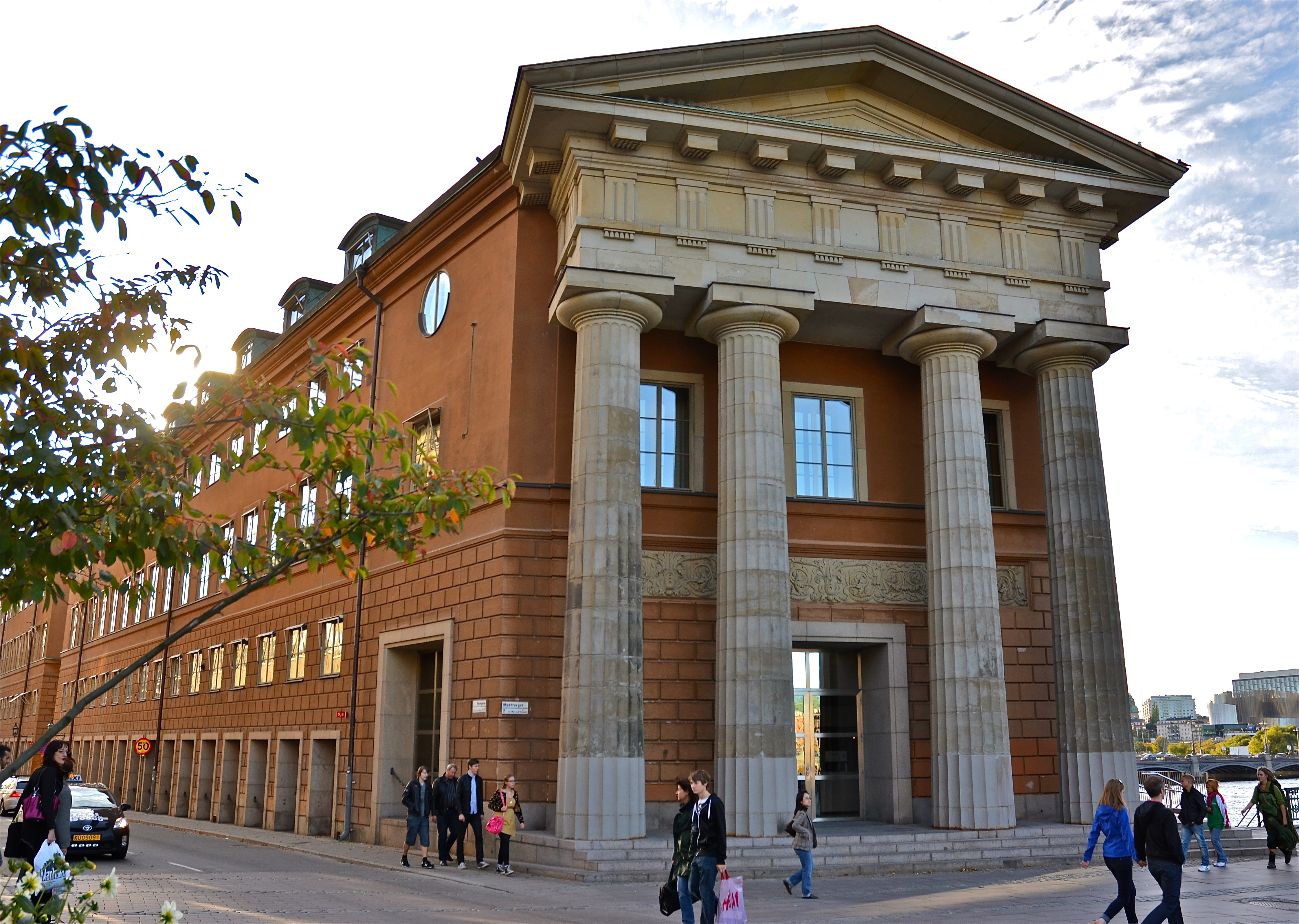
Các văn phòng của Quốc hội nằm tại một số tòa nhà, bao gồm Xưởng đúc tiền Hoàng gia cũ tại Quảng trường Mynttorget.

Quốc hội gồm 349 thành viên. Nhiệm kỳ của mỗi khóa Quốc hội là bốn năm. Công dân Thụy Điển đủ 18 tuổi trở lên vào ngày bầu cử và đã đăng ký thường trú có quyền bầu cử. Một ứng cử viên phải có quyền bầu cử và được một đảng đề cử. Một đảng phải đạt ít nhất 4% số phiếu bầu trên cả nước hoặc ít nhất 12% số phiếu bầu trong một khu vực bầu cử thì mới trúng cử vào Quốc hội. Các thành viên Quốc hội dự khuyết được bầu trong cùng cuộc bầu cử, nên rất hiếm khi tổ chức các cuộc bầu cử phụ khi khuyết thành viên Quốc hội. Trong trường hợp Quốc hội bị giải tán thì nhiệm kỳ của Quốc hội khóa mới là phần còn lại của nhiệm kỳ Quốc hội khóa cũ.

### Hệ thống đầu phiếu
Bầu cử Quốc hội được tổ chức theo hệ thống đầu phiếu đại diện tỷ lệ. Trong số 349 ghế trong Quốc hội, 310 ghế được phân bổ cho 29 khu vực bầu cử đa thành viên theo số lượng cử tri ở mỗi khu vực bầu cử, 39 ghế được sử dụng để điều chỉnh những sai lệch so với đại diện tỷ lệ có thể phát sinh khi phân bổ ghế khu vực bầu cử. Chỉ những đảng nào nhận được ít nhất 4% số phiếu bầu trên cả nước mới được phân bổ ghế trong Quốc hội. Tuy nhiên, một đảng nhận được ít nhất 12% số phiếu bầu ở một khu vực bầu cử sẽ được phân bổ ghế của khu vực bầu cử đó.

## Thành phần các khóa Quốc hội

### Từ năm 1948
|  | Đảng Cảnh tả | Đảng Dân chủ Xã hội | Đảng Xanh | Đảng Trung gian | Đảng Tự do | Đảng Ôn hòa | Đảng Dân chủ Kitô giáo | Đảng Dân chủ Mới | Đảng Dân chủ Thụy Điển | MD |

| 8 | 112 | 30 | 57 | 23 |

| 5 | 110 | 26 | 58 | 31 |

| 6 | 106 | 19 | 58 | 42 |

| 5 | 111 | 32 | 38 | 45 |

| 5 | 114 | 34 | 40 | 39 |

| 8 | 113 | 35 | 43 | 33 | 1 |

| 3 | 125 | 39 | 34 | 32 |

| 17 | 163 | 71 | 58 | 41 |

| 19 | 156 | 90 | 34 | 51 |

| 17 | 152 | 86 | 39 | 55 |

| 20 | 154 | 64 | 38 | 73 |

| 20 | 166 | 56 | 21 | 86 |

| 19 | 159 | 43 | 51 | 76 | 1 |

| 21 | 156 | 20 | 42 | 44 | 66 |

| 16 | 138 | 31 | 33 | 80 | 26 | 25 |

| 22 | 161 | 18 | 27 | 26 | 80 | 15 |

| 43 | 131 | 16 | 18 | 17 | 82 | 42 |

| 30 | 144 | 17 | 22 | 48 | 55 | 33 |

| 22 | 130 | 19 | 29 | 28 | 97 | 24 |

| 19 | 112 | 25 | 23 | 24 | 107 | 19 | 20 |

| 21 | 113 | 25 | 22 | 19 | 84 | 16 | 49 |

| 28 | 100 | 16 | 31 | 20 | 70 | 22 | 62 |

| 24 | 107 | 18 | 24 | 16 | 68 | 19 | 73 |